# Besta ladradora

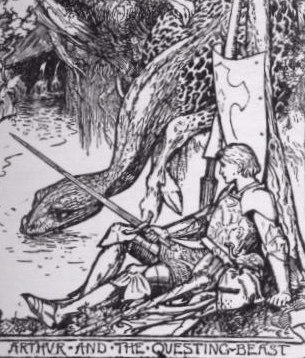
Artur e a Besta ladrador

A besta ladradora (também conhecida como besta gemente) é um ser imaginário da literatura medieval da Grã-Bretanha, originário das lendas do Rei Arthur. É a filha de uma princesa e de um demónio, um símbolo maléfico.
Na Demanda do Santo Graal a besta ladradora aparece como um ser que "tinha pés de veado, cauda de leão, corpo de leopardo e cabeça de serpente".
A besta ladradora só pode ser morta por um dos cavaleiros do santo graal. Palamades  fica conhecido como o cavaleiro da Besta ladradora por não deixar mais nenhum outro cavaleiro a perseguir e matá-la num lago.
"E ela deu um brado e tão espantoso que espantou o cavalo de Palamades e aos outros, de guisa que adur os podiam ter. Mas a besta, quando se sentiu ferida, meteu-se sô a água e começou logo a fazer uma tão grande tempestade pelo lago que semelhava que todos os diabos do inferno vieram do lago. E começou a arder e a deitar chamas tão grande de todas partes que não há homem que o visse que o não tivesse por uma das maiores maravilhas do mundo."